# Ameerega simulans
Ameerega simulans är en groddjursart som först beskrevs av Myers, Rodriguez och Javier Icochea 1998.  Ameerega simulans ingår i släktet Ameerega och familjen pilgiftsgrodor. IUCN kategoriserar arten globalt som livskraftig. Inga underarter finns listade i Catalogue of Life.